# Софтуер за редактиране на звук
Софтуерът за редактиране на звук е софтуер, който позволява редактиране и генериране на аудио данни. Софтуерът за редактиране на звук може да бъде изпълнен изцяло или отчасти като библиотека, като компютърно приложение, като уеб приложение или като модул за ядрено натоварване. Wave Editors са цифрови аудио редактори и има много източници на софтуер, достъпни за изпълнение на тази функция. Повечето могат да редактират музика, да прилагат ефекти и филтри, да коригират стерео каналите и т.н.
Цифровата аудио работна станция се състои до голяма степен от софтуера и обикновено се състои от множество отделни компоненти на софтуерни пакети, предоставящи достъп до тях чрез унифициран графичен потребителски интерфейс, използващ GTK+, Qt или някаква друга библиотека за Widget (GUI).

## За използване с музика
Редакторите, предназначени за използване с музика, обикновено позволяват на потребителя да направи следното:
- Възможност за импортиране и експортиране на различни аудиофайлове за редактиране.
- Записвайте аудио от един или повече входове и съхранявайте записи в паметта на компютъра като цифрово аудио
- Редактирайте началното време, времето за спиране и продължителността на всеки звук в аудио времевата линия
- Затъмнява се в скоба или излиза от клип (например S-избледнява по време на аплодисменти след изпълнение), или между клипове (например, crossfading между вземания)
- Смесват се няколко източника / песни за звука, комбинират се на различни нива на звука и се преместват от канала в канала към една или повече песни на изхода
- Прилагане на прости или усъвършенствани ефекти или филтри, включително компресия, разширение, фланцоване, реверберация, намаляване на аудио шума и изравняване, за да промените звука
- Звук за възпроизвеждане (често след смесване), който може да бъде изпратен на един или няколко изхода, като например високоговорители, допълнителни процесори или носител за запис
- Преобразуване между различни аудиофайлове или между различни нива на качество на звука

Обикновено тези задачи могат да се изпълняват по начин, който е нелинеен. Аудио редакторите могат да обработват аудио данните неразрушително в реално време или деструктивно като „офлайн“ процес, или хибрид с някои ефекти в реално време и някои офлайн ефекти.

## Сравнение на деструктивно и редактиране в реално време
Диструктивното редактиране променя данните на оригиналния аудио файл, вместо просто да редактира параметрите му за възпроизвеждане. Диструктивните редактори също са известни като „пробни редактори“.
Деструктивното редактиране налага редактиране и обработка директно към аудио данните, като незабавно променя данните. Ако например част от песента бъде изтрита, изтритите аудио данни незабавно се премахват от тази част на песента.
Редактирането в реално време не се отнася незабавно до промените, а се извършва редактиране и обработка по време на възпроизвеждане. Ако например част от записа е изтрита, изтритите аудио данни всъщност не се премахват от трака, а се скриват и ще бъдат пропуснати при възпроизвеждане.

### Предимства на диструктивното редактиране
- В графичните редактори всички промени в аудиото обикновено се виждат веднага след като визуалната форма на вълната се актуализира така, че да съответства на аудио данните.
- Броят на ефектите, които могат да бъдат приложени, е практически неограничен (въпреки че може да бъде ограничен от наличното дисково пространство за „отмените“ данни).
- Редактирането обикновено е точно надолу до точни интервали на извадката.
- Ефектите могат да бъдат приложени в точно определения избран регион.
- Смесването или експортирането на редактираното аудио обикновено е сравнително бързо, тъй като се изисква малко допълнителна обработка.

### Ограничения на диструктивното редактиране
След като е приложен ефект, той обикновено не може да бъде променен. Това обикновено се смекчава от способността да се отмени последното извършено действие. Обикновено диструктивния аудио редактор ще поддържа много нива на „отмяна на историята“, така че да бъдат отменени множество действия в обратен ред, в които са приложени.
Редакциите могат да бъдат отменени само в обратен ред, в който са приложени (първо се отменя най-скорошната редакция).

## За използване с реч
Редакторите, предназначени за използване в изследванията на реч, добавят способността да извършват измервания и да извършват акустични анализи, като извличане и показване на основен честотен контур или спектрограма. Обикновено им липсват повечето или всички ефекти, които интересуват музиканти.